# ریوسوکه ماتسوکا
ریوسوکه ماتسوکا (انگلیسی: Ryosuke Matsuoka؛ زادهٔ ۲۳ اکتبر ۱۹۸۴) بازیکن فوتبال اهل ژاپن است.
از باشگاه‌هایی که در آن بازی کرده‌است می‌توان به باشگاه فوتبال جوبیلو ایواتا و باشگاه فوتبال ویسل کوبه اشاره کرد.